# Galerie Tschudi
Die Galerie Tschudi ist eine Schweizer Kunstgalerie, 1985 gegründet in Glarus, mit Hauptsitz seit 2002 in Zuoz, die internationale und Schweizer zeitgenössische Kunst fördert und Werke von etablierten Künstlern und Newcomern ausstellt.

## Geschichte
Die Galerie Tschudi wurde 1985 von Ruedi Tschudi (1940–2019) und Elsbeth Bisig in Glarus gegründet. Sie bietet Einzel- und Gruppenausstellungen, arbeitet mit internationalen Institutionen zusammen, nimmt an internationalen Kunstmessen (so z. B. an der Art Basel) teil und veröffentlicht Kunstkataloge und Künstlermonographien. Im Dezember 2002 wurde eine zweite Galerie in Zuoz eröffnet. In den letzten Jahren wurde Zuoz zur Hauptgalerie, in der alle Ausstellungen stattfinden. Die Galerie hat ihren Sitz in einem umgebauten mittelalterlichen Gebäude namens Chesa Madalena am historischen Hauptplatz von Zuoz. Glarus dient seitdem als Lager und auf Anfrage als Ausstellungsraum. Von den urbanen Zentren der Kunst entfernt, verfolgt die Galerie seit Jahren ein Programm mit Vertretern der Minimal Art, Land Art und der Arte Povera, mit Künstlern wie Carl Andre, Alan Charlton, Richard Long, Mario Merz und Hamish Fulton. Neuere Künstler, die im Programm enthalten sind, sind Bethan Huws, Niele Toroni, Callum Innes, Dan Walsh, Su-Mei-Tse, Kimsooja, Julian Charrière und Andrea Büttner. 2004 feierte die Galerie ihr zwanzigjähriges Bestehen mit einer Ausstellung von Carl Andre.

## Zitat
„Gemessen an der Distanz zu den Kunstzentren London und New York, hat sich die Galerie Tschudi ein beachtliches internationales Renommée geschaffen. … Das Prinzip erscheint klar: Glarus ist der perfekte Rückzugs- und Produktionsort für Künstler. Zuoz, wenige Kilometer von St. Moritz entfernt, ein stimmungsvoller Schauraum für betuchte Sammler aus aller Welt.“